# Wheatland (Wyoming)
Wheatland is een plaats (town) in de Amerikaanse staat Wyoming, en valt bestuurlijk gezien onder Platte County.

## Demografie
Bij de volkstelling in 2000 werd het aantal inwoners vastgesteld op 3548. In 2006 is het aantal inwoners door het United States Census Bureau geschat op 3440, een daling van 108 (-3,0%).

## Geografie
Volgens het United States Census Bureau beslaat de plaats een oppervlakte van 11,0 km², geheel bestaande uit land. Wheatland ligt op ongeveer 1448 m boven zeeniveau.

## Plaatsen in de nabije omgeving
De onderstaande figuur toont nabijgelegen plaatsen in een straal van 60 km rond Wheatland.